# Sutherland Automotive Speedway
Der Sutherland Automotive Speedway ist eine Motorsport-Rennstrecke nördlich von Saskatoon, in der Provinz Saskatchewan in Kanada.

## Geschichte
Nachdem die Vorgängerstrecke der SSCRA, der Bridge City Speedway aufgrund von geänderten Stadtentwicklungsplänen ab 2005 nicht mehr zur Verfügung gestanden hatte, kaufte der Club 2004 das 140.000 m² große Grundstück und errichtete darauf den neuen Speedway. Die Eröffnung erfolgte im Juni 2006.

## Streckenbeschreibung
Das Drittel-Meilen-Oval hat ein progressives Banking von 7–11° in den Kurven und 5° Neigung auf den Geraden.

## Veranstaltungen
Zwischen 2009 und 2024 fanden 19 Rennen der NASCAR Canada Series auf dem Oval statt.